# Hans Vestberg
Hans Erik Vestberg, tidigare Westberg, född 23 juni 1965 i Hudiksvall, är en svensk civilekonom och företagsledare. Han var 2010–2016 vd för Ericsson och 2016-2018 ordförande i Sveriges Olympiska Kommitté. Han utnämndes i juni 2018 till vd i Verizon Communications, Inc från den 1 augusti 2018.
Hans Vestberg är son till tjänstemannen Britt Westberg och polisen och handbollstränaren Jan-Erik Westberg. Han utbildade sig till civilekonom vid Uppsala universitet med examen 1991.

## Ericsson
Efter examen anställdes han 1991 på Ericsson Cables i hemstaden Hudiksvall. Han har sedan dess arbetat i bolag inom Ericsson-koncernen i Kina, Sverige, Chile, Mexiko och Brasilien.
Under åren 1998–2000 var han ekonomichef för Ericsson Brasilien och 2000–2002 ekonomichef för Ericsson Nordamerika. Åren 2002–2003 var han chef för Ericsson Mexiko.
År 2003 blev Hans Vestberg chef för affärsområdet Global Services och från 2005 Executive Vice President. Som chef för Global Services var han bland annat ansvarig för ett stort sjuårigt avtal med Hi3G i Storbritannien för drift av dess 3G-nätverk och leverans av utrustning.
I oktober 2007 blev han ekonomichef och utnämndes samma år till First Executive Vice President.
Den 1 januari 2010 tillträdde Hans Vestberg befattningen som vd efter Carl-Henric Svanberg. Internrekryteringen av Vestberg kommenterades i positiva ordalag i Sverige av såväl fackrepresentanter som analytiker. Han fick en fast lön på 10,5 miljoner kronor om året, samt möjlighet till bonus.
Styrelsen beslöt i juli 2016 att Vestberg skulle lämna sina uppdrag inom Ericsson med omedelbar verkan. Han erhöll en fallskärm på 28 miljoner kronor.

## Arbete inom Verizon
Sedan april 2017 är Hans Vestberg teknikchef på Verizon. Han utnämndes i juni 2018 till vd i Verizon från den 1 augusti 2018.

## Idrottsengagemang
Under studietiden spelade Hans Vestberg handboll först i Strands IF till 1989, och senare allsvensk- och division 1-handboll i Stockholmspolisens IF och SoIK Hellas. 
Under en tidig stationering för Ericsson i Sydamerika spelade han i de brasilianska och chilenska proffsligorna i handboll, och blev 1993 chilensk mästare.
I augusti 2007 utsågs Hans Vestberg till ordförande för Svenska Handbollförbundet. Dessförinnan hade han varit vice ordförande med ansvar för marknadsföringsfrågor. Han lämnade uppdraget i augusti 2016. 
Mellan 2016 och 2018 var Hans Vestberg ordförande i Sveriges Olympiska Kommitté.

## Familj
Hans Vestberg är gift och har två barn.